# Antenne Unna
Antenne Unna est une station de radio locale privée de l'arrondissement d'Unna.

## Programme
Antenne Unna produit douze heures par jour, du lundi au vendredi, trois heures par jour les samedis et les dimanches. Le reste de l'antenne et les nouvelles à chaque heure sont assurés  par Radio NRW, le fournisseur de programmes. En retour, Antenne Unna a une page de publicité toutes les heures sur Radio NRW. Chaque lundi au vendredi de 6h00 à 19h00 et le samedi de 8h00 à 13h00, Antenne Unna diffuse toutes les demi-heures les manchettes, les actualités locales, la météo locale, la circulation.

## Source de la traduction
- (de) Cet article est partiellement ou en totalité issu de l’article de Wikipédia en allemand intitulé « Antenne Unna » (voir la liste des auteurs).